# Wallace Spearmon
Wallace Spearmon, Jr, né le 24 décembre 1984 à Chicago, est un athlète américain spécialiste du 200 mètres.

## Biographie
Étudiant à l'Université de l'Arkansas, il remporte le titre du 200 m des Championnats NCAA en plein air 2004 et 2005. Auteur de la deuxième meilleure performance de l'année 2005 en 19 s 89 lors du meeting de Londres, il dispute sa première compétition internationale majeure à l'occasion des Championnats du monde 2005 d'Helsinki. Il y remporte la médaille d'argent du 200 m en 20 s 20, devancé par son compatriote Justin Gatlin. En fin de saison, l'Américain se classe troisième de la finale mondiale de l'IAAF tenue à Monaco. En 2006, Wallace Spearmon remporte son premier titre national sur 200 mètres. Vainqueur des meetings américains de New-York et d'Eugene (20 s 27), il établit plusieurs temps inférieurs à 20 secondes, signant notamment 19 s 90 au meeting de Lausanne. Deuxième de la finale mondiale de Stuttgart, il se distingue lors de la Coupe du monde des nations d'Athènes en remportant le 200 m en 19 s 87 — devant Usain Bolt — ainsi que le relais 4 × 100 mètres avec ses compatriotes Kaaron Conwright, Tyson Gay et Jason Smoots. En fin de saison 2006, il établit le temps de 19 s 65 sur 200 mètres lors du meeting de Daegu, signant un nouveau record personnel et devenant alors le troisième meilleur « performeur » de tous les temps derrière ses compatriotes Michael Johnson et Xavier Carter.

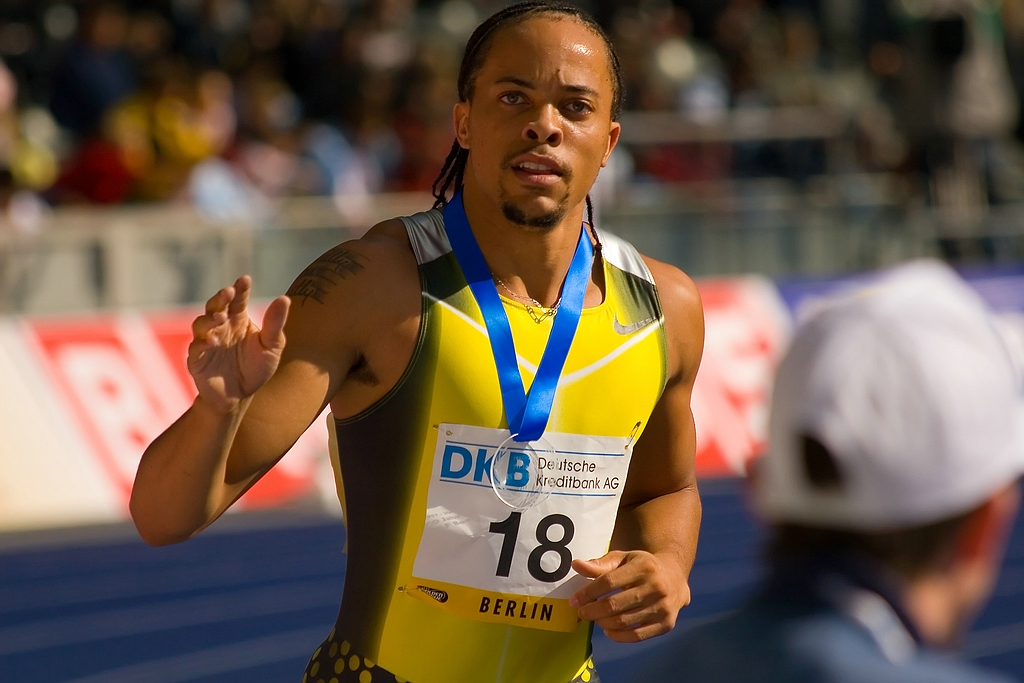
Wallace Spearmon en 2007 lors du meeting de Berlin

Lors des Championnats du monde 2007 d'Osaka, Wallace Spearmon remporte la médaille de bronze du 200 mètres en 20 s 05, derrière Tyson Gay et Usain Bolt, et ne devançant son compatriote Rodney Martin que d'un centième de seconde. Le 1er septembre 2007, l'équipe américaine du relais 4 × 100 mètres composée de Darvis Patton, Tyson Gay, Leroy Dixon et Wallace Spearmon établit la meilleure performance de l'année en 37 s 78 et s'impose en finale face notamment à la Jamaïque et la Grande-Bretagne. En fin de saison, il se classe deuxième de la Finale mondiale de l'athlétisme 2007 de Stuttgart derrière le Norvégien Jaysuma Saidy Ndure. Qualifié pour la finale du 200 m des Jeux olympiques de 2008 à Pékin, Spearmon se classe troisième derrière Usain Bolt et Churandy Martina avant d'être disqualifié par les juges pour avoir empiété sur le couloir voisin. 
En 2009, Spearmon se qualifie pour les Championnats du monde 2009 grâce à sa troisième place obtenue fin juin lors des Trials de Eugene. À Berlin, Spearmon remporte la médaille de bronze du 200 m dans le temps de 19 s 85, établissant son meilleur temps de la saison. Il est devancé par Usain Bolt, auteur du nouveau record du monde de la discipline en 19 s 19, et par le Panaméen Alonso Edward. Le 13 septembre, il prend la deuxième place de la finale mondiale de Thessalonique remportée par Bolt.
En 2010, Wallace Spearmon termine deuxième du classement général de la Ligue de diamant 2010 derrière son compatriote Walter Dix mais est finalement désigné vainqueur de l'épreuve à la suite du forfait de Dix lors de la finale à Zurich, les règlements de l'IAAF imposant la présence du leader de l'épreuve lors des deux derniers meetings de la saison. Au Weltklasse, le 19 août, Spearmon établit son meilleur temps de l'année en 19 s 79. Sélectionnée dans l'équipe des Amériques lors de la première édition de la Coupe continentale d'athlétisme, à Split, il s'impose sur 200 m (19 s 95) et au titre du relais 4 × 100 m.
Blessé, il ne participe pas aux championnats du monde d'athlétisme 2011 à Daegu.
De retour sur les pistes en mars 2012 au Meeting UTA d'Arlington, Wallace Spearmon remporte le 200 m en 19 s 95 (+1,8 m/s), devançant notamment Jeremy Wariner de plus d'une demi-seconde.
Le 2 juin 2012 à l'occasion du meeting Prefontaine Classic à Eugene, il remporte le second 200 m comptant pour la ligue de diamant 2012 en 20 s 27 (vent de -2,1 m/s), devant Churandy Martina (20 s 49).
Il termine 4e du 200 mètres (20 s 10) (+1,6 m/s) des Championnats des États-Unis d'athlétisme 2013 et est finalement sélectionné pour les championnats du monde d'athlétisme 2013 à la suite du renoncement de Tyson Gay, convaincu de dopage entre-temps.

## Palmarès

### International

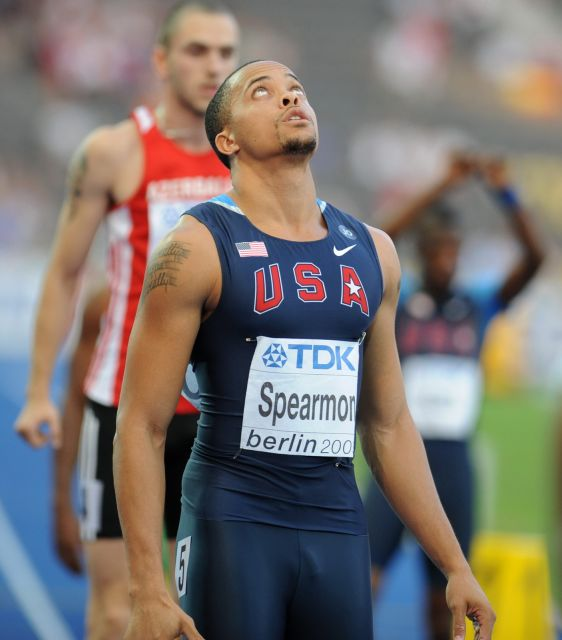
Wallace Spearmon lors des Championnats du monde 2009 à Berlin.

| Date | Compétition                    | Lieu             | Résultat | Épreuve   | Temps         |
| ---- | ------------------------------ | ---------------- | -------- | --------- | ------------- |
| 2005 | Championnats du monde          | Helsinki         | 2e       | 200 m     | 20 s 20       |
| 2005 | Finale mondiale                | Monaco           | 3e       | 200 m     | 20 s 21       |
| 2006 | Championnats du monde en salle | Moscou           | 1er      | 4 × 400 m | 3 min 03 s 24 |
| 2006 | Finale mondiale                | Stuttgart        | 2e       | 200 m     | 19 s 88       |
| 2006 | Coupe du monde des nations     | Athènes          | 1er      | 200 m     | 19 s 87       |
| 2006 | Coupe du monde des nations     | Athènes          | 1er      | 4 × 100 m |               |
| 2007 | Championnats du monde          | Osaka            | 3e       | 200 m     | 20 s 05       |
| 2007 | Championnats du monde          | Osaka            | 1er      | 4 × 100 m | 37 s 78       |
| 2007 | Finale mondiale                | Stuttgart        | 2e       | 200 m     | 20 s 18       |
| 2008 | Jeux olympiques                | Pékin            | finale   | 200 m     | DQ            |
| 2009 | Championnats du monde          | Berlin           | 3e       | 200 m     | 19 s 85       |
| 2009 | Finale mondiale                | Stuttgart        | 2e       | 200 m     | 20 s 21       |
| 2010 | Ligue de diamant               | Ligue de diamant | 1er      | 200 m     | détailS       |
| 2010 | Coupe continentale             | Split            | 1er      | 200 m     | 19 s 95       |
| 2010 | Coupe continentale             | Split            | 1er      | 4 × 100 m | 38 s 25       |
| 2012 | Jeux olympiques                | Londres          | 4e       | 200 m     | 19 s 90       |
| 2014 | Relais mondiaux de l'IAAF      | Nassau           | finale   | 4 × 200 m | DQ            |
| 2015 | Relais mondiaux de l'IAAF      | Nassau           | finale   | 4 × 200 m | DQ            |
| 2015 | Jeux panaméricains             | Toronto          | 5e       | 200 m     | 20 s 11       |
| 2015 | Jeux panaméricains             | Toronto          | 1re      | 4 x 100 m | 38 s 27       |

### National
- Championnats des États-Unis : vainqueur du 200 m en 2006 (19 s 90), 2010 (19 s 77)[6] et 2012 (19 s 82)
- Championnats NCAA : vainqueur du 200 m en 2004 et 2005 (plein air), du 200 m en salle en 2005.

## Records
| Épreuve | Performance | Lieu         | Date              |
| ------- | ----------- | ------------ | ----------------- |
| 60 m    | 6 s 66      | Fayetteville | 11 février 2012   |
| 100 m   | 9 s 96      | Shanghai     | 28 septembre 2007 |
| 200 m   | 19 s 65     | Daegu        | 28 septembre 2006 |
| 400 m   | 45 s 22     | Saint-Denis  | 8 juillet 2006    |